# Catégorie enrichie
Une catégorie enrichie sur une catégorie monoïdale {\displaystyle {\mathcal {M}}}, ou {\displaystyle {\mathcal {M}}}-catégorie est une extension du concept mathématique de catégorie, où les morphismes, au lieu de former une classe ou un ensemble dépourvu de structure, sont des éléments de {\displaystyle {\mathcal {M}}}.

## Motivation
Le concept de catégorie enrichie part de l'observation que dans de nombreuses situations, les morphismes ont une structure naturelle d'espace vectoriel ou topologique. La catégorie {\displaystyle {\mathcal {M}}} doit être monoïdale afin de pouvoir définir la composition des morphismes, appelés dans ce cas hom-objets au lieu de hom-sets.

## Définition
Une catégorie {\displaystyle {\mathcal {C}}} enrichie sur {\displaystyle {\mathcal {M}}}, où {\displaystyle {\mathcal {M}}} est une catégorie monoïdale, est la donnée des éléments suivants :
- Un ensemble d'objets {\displaystyle \mathrm {Obj} ({\mathcal {C}})} ;
- Pour toute paire d'objets x, y, un objet de {\displaystyle {\mathcal {M}}} appelé hom-objet et noté {\displaystyle \mathrm {hom} (x,y)} ;
- Pour tout triplet d'objets de {\displaystyle {\mathcal {C}}}, un morphisme dans {\displaystyle {\mathcal {M}}}, dit de composition : {\displaystyle \mathrm {hom} (b,c)\otimes \mathrm {hom} (a,b)\to \mathrm {hom} (a,c)}
- Pour tout objet a de {\displaystyle {\mathcal {C}}}, un morphisme {\displaystyle {\mathsf {id_{a}}}:1\to \mathrm {hom} (a,a)} dit d'identité, où 1 est l'unité du produit tensoriel dans {\displaystyle {\mathcal {M}}}
- Les diagrammes commutatifs correspondant à l'associativité de la composition, et au bon comportement des morphismes identité dans cette composition.

## Exemples
- Une catégorie enrichie sur la catégorie Set des ensembles n'est autre qu'une catégorie (au sens usuel) localement petite ;
- Une catégorie enrichie sur la catégorie Top des espaces topologiques est une catégorie topologique (en) ;
- Une catégorie enrichie sur la catégorie des ensembles simpliciaux est une catégorie simplicialement enrichie (en) :
- Une catégorie enrichie sur la catégorie Cat des catégories est une 2-catégorie stricte.